# Laurophyllisierung
Laurophyllisierung (auch Laurophyllisation) bezeichnet den Prozess der Ausbreitung immergrüner Laubgehölze (englisch evergreen broad-leaved vegetation) in laubwerfenden Wäldern.
Der Name Laurophyllisierung leitet sich vom Vegetationstyp des Lorbeerwaldes, genauer von der namensgebenden Familie desselben, den Lorbeergewächsen (Lauraceae), ab. Im engeren Sinne stehen deshalb auch Laurophylle als charakteristische Arten im Fokus.
Die Laurophyllisierung stellt einen Biomwandel dar, da sich das Artenspektrum und damit die Vegetationsstruktur ausgehend von einem sommergrünen Laubwald hin zu einem immergrünen Lorbeerwald verschiebt. Der Prozess wird als sogenannter „Fingerprint“ der Globalen Erwärmung gedeutet, also als ökologische Auswirkung der Erderwärmung.

## Hintergrund
Das Phänomen der Laurophyllisierung wurde zuerst am Ende der 1980er Jahre für die Region Insubrien (Tessin) beschrieben. Es zeigte sich der oben beschriebene Wandel der Vegetation durch Hinzutreten immergrüner Laubgehölze. Auch weiterhin konzentriert sich die Forschung auf diese Region (siehe zum Beispiel). Wenige andere Studien befassen sich außerhalb Insubriens mit der Laurophyllisierung, was wohl an den eng abgegrenzten Standortbedingungen bzw. Klimabedingungen liegt, auf die Laurophylle angewiesen und die weltweit nur auf relativ kleine Gebiete beschränkt sind. Ein Beispiel für eine deutsche Studie findet sich in Dierschke (2005). Des Weiteren befasst(e) man sich an der Universität Köln (für die Region Rheinland) und Universität Bochum (für die Region Ruhrgebiet) im weiteren Sinne mit diesem Thema. Dem hinzuzufügen ist, dass auf der französischen Seite des Oberrheingrabens in Munchhausen  erste Signale eines laurophyllen Vegetationswandels beschrieben wurden.

## Entwicklung (in Insubrien)
Im Folgenden soll kurz der Ablauf des Laurophyllisierungsprozesses am Beispiel Insubriens dargestellt werden:
1. Schon vor 1900 wurden entsprechende Arten in die Region eingeführt und in Gärten kultiviert. Dabei kam es allerdings zunächst zu keiner natürlichen Verjüngung.
2. In der ersten Hälfte des letzten Jahrhunderts gab es wenige isolierte freiwachsende Individuen. Diese Vorkommen waren auf azonale (geschützte) Orte in der Südschweiz beschränkt.
3. Mitte des letzten Jahrhunderts wurden die ersten Naturverjüngungen in Gärten beobachtet.
4. In der zweiten Hälfte des 20. Jahrhunderts konnten zunehmend freiwachsende Individuen nachgewiesen werden. Verjüngung fand nun auch in der freien Natur statt und die Vorkommen waren nicht mehr isoliert. Zunächst nur in der Strauchschicht vertreten, wuchsen Laurophylle im letzten Jahrzehnt zunehmend auch in die Baumschicht ein.
5. Heute ist eine nachhaltige Ausbreitung und die Bildung laurophyll-dominierter Bestände (zumindest in der Strauchschicht) zu verzeichnen. Inzwischen hat die Laurophyllisierung auch in der Nordschweiz Einzug gehalten, wenn auch mit (noch) wenigen Individuen und Arten.
6. Für die Zukunft wird nicht mit einer Stagnation oder gar mit einem Rückgang gerechnet, sondern mit der Ausbildung weiterer dominierter Bestände. Außerdem wird eine räumliche Ausdehnung des Laurophyllisierungsprozesses erwartet. Vorhersagen[9] benennen Teile Istriens, einige Hanglagen der Apenninen, den Streifen entlang der Küste des Golf von Biskaya und den Südwesthang des Kaukasus.

## Beteiligte Arten
Einheimische laurophylle Arten sind zum Beispiel: Gewöhnlicher Liguster (Ligustrum vulgare L.), Rostblättrige Alpenrose (Rhododendron ferrugineum L.), Gewöhnlicher Buchsbaum (Buxus sempervirens L.) und Europäische Stechpalme (Ilex aquifolium L.). Teilweise werden auch Nadelbäume, wie Wacholder (Juniperus) oder Eiben (Taxus) einbezogen (immergrün). Wichtige gebietsfremde Arten sind u. a. Kampferbaum (Cinnamomum camphora L.), Glanz-Liguster (Ligustrum lucidum), Echter Lorbeer (Laurus nobilis L.), Lorbeerkirsche (Prunus laurocerasus L.) sowie die Chinesische Hanfpalme (Trachycarpus fortunei (Hook.) H.Wendl.).

## Ursachen
Als ursächlich für das zunehmende Vorkommen immergrüner Laubgehölze (in Insubrien) werden zwei Möglichkeiten genannt:
1. Vorhandensein einer unbesetzten Nische: Das Gebiet Insubrien ist traditionelles Verbreitungsgebiet des Lorbeerwaldes, das allerdings nach dem Ende des Pleistozäns nicht wiederbesetzt wurde – bis heute[1].
2. Klimawandel: Durch klimatische Veränderungen in Insubrien (gestiegene Mittel- und Extremtemperaturen) wird der Biomwandel gefördert[10].

Im Allgemeinen sind beide genannten Ursachen wohl als gegenseitig ergänzend zu betrachten.

## Folgen
Als mögliche Folgen werden genannt:
1. Artenanreicherung: Es siedeln sich hauptsächlich gebietsfremde Arten an, da nur wenige einheimische Arten zur Besetzung dieser Nische zur Verfügung stehen.
2. Verdrängung einheimischer Arten: Zum Teil befinden sich einheimische sommergrüne Arten unter Druck, da immergrüne Arten den Vorteil einer längeren Assimilationsphase haben (können zum Beispiel auch an milden Wintertagen Photosynthese durchführen).
3. Beeinflussung der Bodenchemie: Die stoffliche Zusammensetzung laurophyller Arten ist anders als jene sommergrüner Arten, weshalb auch die Streu und damit der Boden/Humus stofflichen Veränderungen unterliegt. Festgestellt wurden bereits veränderte C/N-Verhältnisse, niedrigere Anteile an Fulvo- und Huminsäuren sowie eine Beeinflussung des Eisenhaushaltes[11].
4. Veränderung des Wasserhaushalts: Da immergrüne Arten auch im Winter transpirieren, kann sich der Wasserhaushalt verändern.
5. Veränderung von Stoffflüssen: Wie im Fall des Wasserhaushaltes werden durch immergrüne Arten im Winter auch Stoffe umgesetzt.
6. Beeinflussung der Fauna und Mikroorganismen: Es stellt sich zum Beispiel die Frage, ob neue Arten als Futter angenommen werden, oder ob entsprechend angepasste Destruenten vorhanden sind. Im Übrigen wurde festgestellt, dass die Ausbreitung der Arten vordergründig durch Vögel erfolgt[12], die demnach offensichtlich die Früchte der neuen Arten annehmen.